# Haruno, Kōchi
Haruno (春野町 Haruno-chō?) era una ciudad localizada en el distrito de Agawa en la Prefectura de Kochi en Japón. 

## Población
Para el 2003 la población estimada de la ciudad fue de 15,645, lo que equivale a 348.13 personas por km2 en un área de 44.94 km2.

## Desaparición
El 1 de enero de 2008 la ciudad de Haruno desapareció para fusionar el territorio con Kōchi y aumentar su tamaño.

## Infraestructura
El Haruno Stadium está en la ciudad, y actualmente es el estadio deportivo más grande de la prefectura.